# Ghiacciaio Elovdol
Il ghiacciaio Elovdol (in inglese Elovdol Glacier) è un ghiacciaio lungo 8 km e largo 3, situato sulla costa di Oscar II, nella parte orientale della Terra di Graham, in Antartide. In particolare, il ghiacciaio si trova nella dorsale Arkovna, nelle montagne di Aristotele, e da qui fluisce verso est per circa 6 km per poi virare a sud-est ed unire il proprio flusso a quello del ghiacciaio Mapple.

## Storia
Il ghiacciaio Elovdol è stato così battezzato dalla Commissione bulgara per i toponimi antartici in onore dei villaggi di Elovdol, nella Bulgaria occidentale.  